# هیتاچیاما تانیه‌مون
هیتاچیاما تانیه‌مون (به ژاپنی: 常陸山 谷右衛門) کُشتی‌گیر سوموی اهل استان ایباراکی در کشور ژاپن است که نوزدهمین کشتی‌گیر دارای رتبهٔ یوکوزونا محسوب می‌شود. وی در سال ۱۹۰۳ میلادی به این مرتبه ارتقا یافت و در سال ۱۹۱۴ میلادی بازنشست شد. هیتاچیاما تانیه‌مون توانست ۷ بار قهرمان (یوشو) مسابقات سومو شود.